# USS Griswold (DE-7)
USS Griswold (DE-7) là một tàu hộ tống khu trục lớp Evarts được Hải quân Hoa Kỳ chế tạo trong Chiến tranh Thế giới thứ hai. Nó là chiếc tàu chiến duy nhất của Hải quân Mỹ được đặt theo tên Thiếu úy Hải quân Don T. Griswold (1917–1942), phi công hải quân đã tử trận trong Trận Midway và được truy tặng Huân chương Chữ thập Bay Dũng cảm. Nó đã phục vụ cho đến khi chiến tranh kết thúc, xuất biên chế vào ngày 19 tháng 11 năm 1945 và xóa đăng bạ vào ngày 5 tháng 12 năm 1945. Con tàu bị bán để tháo dỡ vào năm 1946. Griswold được tặng thưởng ba Ngôi sao Chiến trận do thành tích phục vụ trong Thế Chiến II.

## Thiết kế và chế tạo
Những chiếc thuộc lớp tàu khu trục Evarts có chiều dài chung 289 ft 5 in (88,21 m), mạn tàu rộng 35 ft 1 in (10,69 m) và độ sâu mớn nước khi đầy tải là 8 ft 3 in (2,51 m). Chúng có trọng lượng choán nước tiêu chuẩn 1.140 tấn Anh (1.160 t); và lên đến 1.430 tấn Anh (1.450 t) khi đầy tải. Hệ thống động lực bao gồm bốn động cơ diesel General Motors Kiểu 16-278A nối với bốn máy phát điện để vận hành hai trục chân vịt; công suất 6.000 hp (4.500 kW) cho phép đạt được tốc độ tối đa 21 kn (24 mph; 39 km/h), và có dự trữ hành trình 4.150 nmi (4.780 mi; 7.690 km) khi di chuyển ở vận tốc đường trường 12 kn (14 mph; 22 km/h).
Vũ khí trang bị bao gồm ba pháo 3 in (76 mm)/50 cal trên tháp pháo nòng đơn có thể đối hạm hoặc phòng không, một khẩu đội 1,1 inch/75 caliber bốn nòng và chín pháo phòng không Oerlikon 20 mm. Vũ khí chống ngầm bao gồm một dàn súng cối chống tàu ngầm Hedgehog Mk. 10 (có 24 nòng và mang theo 144 quả đạn); hai đường ray Mk. 9 và tám máy phóng K3 Mk. 6 để thả mìn sâu.
Griswold được đặt lườn tại Xưởng hải quân Boston ở Boston, Massachusetts vào ngày 27 tháng 11 năm 1942. Nó được hạ thủy vào ngày 9 tháng 1 năm 1943; được đỡ đầu bởi bà Don T. Griswold, mẹ Thiếu úy Griswold, và nhập biên chế vào ngày 28 tháng 4 năm 1943 dưới quyền chỉ huy của Hạm trưởng, Thiếu tá Hải quân Charles M. Lyons.

## Lịch sử hoạt động
Sau khi hoàn tất việc chạy thử máy tại khu vực Bermuda, Griswold khởi hành từ Norfolk, Virginia để đi sang khu vực Thái Bình Dương, băng qua kênh đào Panama và đi đến Bora Bora thuộc quần đảo Society vào ngày 23 tháng 7, 1943. Con tàu bắt đầu hoạt động hộ tống vận tải tại khu vực Nam Thái Bình Dương cho đến tháng 4, 1944. Vào ngày 12 tháng 9, 1943, trong vòng bốn giờ, nó đã tấn công nhắm vào một tàu ngầm Nhật Bản ngoài khơi Guadalcanal; và cho dù đã phát hiện những mảnh vỡ và vệt dầu loang nổi lên mặt biển, nó không thể xác nhận đã tiêu diệt được tàu ngầm đối phương.
Ba tháng sau đó, Griswold cuối cùng cũng ghi được chiến công diệt tàu ngầm duy nhất của nó. Lúc 22 giờ 00 ngày 23 tháng 12, 1943, đang khi tuần tra ngoài khơi Lunga Point, Guadalcanal, nó được phái đi điều tra sau khi phát hiện một kính tiềm vọng nhô lên mặt nước. Nó lập tức phát hiện tín hiệu sonar và liên tục bám được mục tiêu đối phương trong suốt năm giờ tiếp theo, tấn công đối thủ với nhiều lượt mìn sâu. Bọt khí và vệt dầu nổi lên sau lượt tấn công thứ sáu và thứ bảy, và mục tiêu được khẳng định khi phát hiện một kính tiềm vọng nhô lên mặt nước lúc 03 giờ 00 ngày 24 tháng 12. Sau lượt tấn công thứ tám với 12 quả mìn sâu, những mảnh vỡ và một vệt dầu loang lớn nổi lên mặt biển; Griswold được ghi nhận đã đánh chìm được tàu ngầm Nhật I-39.
Sau khi được đại tu tại Xưởng hải quân Mare Island, Vallejo, California, Griswold quay trở lại Mặt trận Thái Bình Dương vào ngày 3 tháng 6, 1944 để phục vụ hộ tống vận tải tại chỗ và huấn luyện tại khu vực Trân Châu Cảng cho đến năm 1945. Từ ngày 12 tháng 3 đến ngày 6 tháng 5, 1945, nó đặt căn cứ tại Eniwetok và đảm nhiệm vai trò soái hạm cho Trung tá Hải quân T. F. Fowler, Tư lệnh Đội đặc nhiệm 96.3. Nó chuyển đến khu vực Okinawa vảo ngày 27 tháng 5, đảm nhận tuần tra chống tàu ngầm, và nhanh chóng ghi được chiến công bắn rơi hai máy bay tấn công tự sát Kamikaze lần lượt vào các ngày 31 tháng 5 và 5 tháng 6. Chiếc Kamikaze thứ nhì đã đâm bổ trực tiếp nhắm vào Griswold, nhưng con tàu cơ động né tránh được và kẻ tấn công đâm xuống nước nổ tung ngay sát cạnh tàu, tung một cơn mưa mảnh vỡ lên sàn tàu.
Griswold rời Okinawa vào ngày 29 tháng 6 hộ tống một đoàn tàu vận tải đi sang vịnh Leyte, Philippines, rồi tiếp tục đi đến Ulithi để làm nhiệm vụ hộ tống vận tải. Khi chiến tranh kết thúc, con tàu đi đến vịnh Tokyo vào ngày 10 tháng 9, đón lên tàu hành khách rồi rời vịnh Tokyo sáu ngày sau đó để quay trở về Hoa Kỳ. Đi ngang qua Eniwetok và Trân Châu Cảng, nó về đến San Pedro, California vào ngày 8 tháng 10.
Griswold được cho xuất biên chế tại San Pedro vào ngày 19 tháng 11, 1945. Tên nó được cho rút khỏi danh sách Đăng bạ Hải quân vào ngày 5 tháng 12, 1945, và con tàu được bán cho hãng Dulien Steel Products tại Seattle, Washington vào ngày 27 tháng 11, 1946 để tháo dỡ.

## Phần thưởng[1]
|  |                                         |  |
|  | Bronze star · Bronze star · Bronze star |  |

| Dãi băng Hoạt động Tác chiến (truy tặng) |                                                                         |                                                                         |                                      |
| Huân chương Chiến dịch Hoa Kỳ            | Huân chương Chiến dịch Châu Á-Thái Bình Dương với 3 Ngôi sao Chiến trận | Huân chương Chiến dịch Châu Á-Thái Bình Dương với 3 Ngôi sao Chiến trận | Huân chương Chiến thắng Thế Chiến II |